# Scalps (film, 1987)
Pour les articles homonymes, voir Scalps.
Pour plus de détails, voir Fiche technique et Distribution.
Scalps est un western spaghetti hispano-italien sorti en 1987, réalisé par Bruno Mattei (sous le pseudo de Werner Knox), avec la collaboration de Claudio Fragasso (sous le pseudo de Clyde Anderson).

## Synopsis
Le colonel confédéré Connor a refusé de se rendre après la fin de la guerre de Sécession. Il tombe amoureux de Yari, la fille du chef indien voisin de son fort. Lorsque le chef indien refuse de lui céder sa fille, il fait massacrer les habitants du camp et enlever Yari. Elle s'enfuit et trouve refuge chez Matt Brown, un fermier qui hait les indiens parce que sa femme Evelyn a été massacrée par eux. Matt accueille pourtant Yari et la soigne. Il la protège même des hommes de Connor et tue leur guide indien, Hondo. La nuit suivante, Matt et Yari s'enfuient de la ferme et éliminent leurs poursuivants, Yari scalpant même l'un d'eux à la stupéfaction horrifiée de Matt. Ils pénètrent ensuite dans le cimetière des Indiens, et se heurtent là à quelques guerriers dont le chef lutte en combat singulier avec Matt. Après la victoire de Matt, les Indiens se retirent, mais il reste à échapper aux confédérés de Connor qui sont à leur poursuite. Matt est blessé, et Yari le soigne, mais lorsqu'il tentent de dérober les chevaux de leurs agresseurs, il est fait prisonnier et torturé par le colonel, qui l'emmène au fort. Arrivés là, l'épouse du colonel qui se sait méprisée de son mari et qui le pense responsable de la mort de leur fille, donne à Matt un colt : cela lui permet d'éliminer tous les gardes ; ne reste que le colonel, blessé par des flèches de Yari. Au moment de sa mort, Connor avoue que c'est lui qui a tué Evelyn, sa fille, parce qu'elle refusait de revenir chez eux. La scène finale montre la fureur de Matt qui scalpe le colonel.

## Fiche technique
- Titre : Scalps
- Titre espagnol : Scalps ! Venganza indiana[1]
- Réalisation : Bruno Mattei (sous le pseudo de Werner Knox), Claudio Fragasso (sous le pseudo de Clyde Anderson)
- Genre : western spaghetti, film d'action
- Scénario : Bruno Mattei, Roberto Di Girolamo
- Musique : Luigi Ceccarelli
- Production : José María Cunillés, Isabel Mulà  pour Beatrice Film, Multivideo
- Photographie : Julio Burgos, Luigi Ciccarese
- Montage : Vincenzo Vanni
- Décors : Angel Arzuaga
- Costumes : Elena De Cupis
- Maquillage : Giuseppe Ferranti
- Durée : 90 / 102 minutes
- Année de sortie : 1987
- Pays de production :  Italie,  Espagne
- Langue originale : italien
- Distribution en Italie : Indipendenti Regionali
- Date de sortie en salle en France : 14 octobre 1987[1]

## Distribution
- Vassili Karis : Matt
- Mapy Galan : Yari
- Alberto Farnese (sous le pseudo d'Albert Farley) : colonel Connor
- Charlie Bravo : Gordon
- Beny Cardoso : femme de Connor
- Emilio Linder : Frank
- José Canalejas : chef Black Eagle
- Ignacio Carreño : Peter
- Francisco Gómez : Hondo, l'éclaireur indien
- Lola Forner : Dolores, maîtresse de Connor